# Irene Aldana
Irene Robles Aldana (Culiacán, Sinaloa; 26 de marzo de 1988) es una artista marcial mixta mexicana que actualmente compite en la división de peso gallo femenino de Ultimate Fighting Championship (UFC). Desde el 17 de enero de 2023, está en la posición #5 del ranking de peso gallo de UFC.

## Primeros años
Aldana tiene una maestría en diseño gráfico. Durante su época de universitaria, se interesó en las artes marciales mixtas (MMA) y empezó a entrenar en el gimnasio Lobo Gym.

## Carrera de artes marciales mixtas

### Jungle Fight
En su única pelea para la promoción brasileña Jungle Fight, Aldana enfrentó a Larissa Pacheco por el campeonato vacante de peso gallo femenino de JF en JF: Jungle Fight 63 el 21 de diciembre de 2013. Perdió la pelea vía nocaut técnico en la tercera ronda, obteniendo así su primera derrota como profesional.

### Invicta Fighting Championships
Aldana firmó con Invicta FC a mediados de 2014, e hizo su debut contra Peggy Morgan en Invicta FC 8: Waterson vs. Tamada el 9 de septiembre de 2014, sometiendo a Morgan con un estrangulamiento en la primera ronda.
Luego se esperaba que enfrentara a Marion Reneau en Invicta FC 10: Waterson vs. Tiburcio el 5 de diciembre de 2014, pero Aldana se vio obligada a abandonar la pelea debido a una enfermedad y la pelea fue cancelada.
Aldana enfrentaría a Melanie LaCroix en Invicta FC 11: Cyborg vs. Tweet el 27 de febrero de 2015. Sin embargo, LaCroix se retiró de la pelea por razones no reveladas y fue reemplazada por la recién llegada Colleen Schneider. Aldana ganó la pelea por sumisión en la primera ronda.

### Ultimate Fighting Championship
El 6 de noviembre de 2016, se anunció que Aldana había firmado con UFC y enfrentaría a Leslie Smith el 17 de diciembre de 2016, en UFC on Fox 22. Aldana perdió la pelea por decisión unánime. A pesar de la derrota, la pelea ganó el bono de Pelea de la Noche.
Aldana enfrentó a Talita Bernardo el 14 de enero de 2018, en UFC Fight Night: Stephens vs. Choi. Aldana ganó la pelea por decisión unánime.
Aldana estaba programado para enfrentar a Bethe Correia el 4 de agosto de 2018, en UFC 227. Sin embargo, la pelea fue cancelada luego de que Correia se retirara por una lesión. Aldana enfrentó a la checa Lucie Pudilová el 8 de septiembre de 2018, en UFC 228. Ganó la pelea por decisión dividida. Esta pelea la hizo merecedora del premio de Pelea de la Noche.
La pelea contra Bethe Correia fue reprogramada para el 11 de mayo de 2019, en UFC 237. En el pesaje, Correia pesó 141 libras, 5 libras sobre el límite de peso gallo. Correia fue multada con el 30% de su bolsa y la pelea prosiguió en un peso pactado.  Aldana ganó la pelea por sumisión en el tercer asalto.
Aldana enfrentó a Raquel Pennington el 20 de julio de 2019, en UFC on ESPN 4. Aldana perdió la pelea por decisión dividida.
Aldana estaba programada para enfrentar a Marion Reneau el 21 de septiembre de 2019, en UFC on ESPN+ 17. Sin embargo, Reneau se retiró de la pelea el 11 de septiembre por razones no reveladas. Reneau fue reemplazada con la debutante Vanessa Melo. En el pesaje, Melo pesó 140 libras, 4 libras sobre el límite de peso gallo. Fue multada con el 30% de su bolsa y la pelea continuó en un peso pactado. Aldana ganó la pelea por decisión unánime.
Aldana enfrentó a Ketlen Vieira el 14 de diciembre de 2019, en UFC 245. Aldana ganó la pelea por KO en el primer asalto. Esta victoria la hizo merecedora del pmreio de Actuación de la Noche.
Aldana estaba programada para enfrentara a Holly Holm el 1 de agosto de 2020, en UFC Fight Night 173. Sin embargo, el 22 de julio se reportó que Aldana se había retirado de la pelea por haber dado positivo de COVID-19. Como resultado, Holm fue removida también de la cartelera y el par fue reprogramado para el 4 de octubre de UFC on ESPN: Holm vs. Aldana. Aldana perdió la pelea por decisión unánime.
Aldana enfrentó a Yana Kunitskaya el 10 de julio de 2021, en UFC 264. En el pesaje, Aldana pesó 139.5 libras, 3.5 liras sobre el límite de peso gallo. La pelea continuó en un peso pactado y fue multada con un 30% de su bolsa, que fue hacía Kunitskaya. Aldana ganó la pelea por TKO en el primer asalto.
Aldana estaba programada para enfrentar a Germaine de Randamie el 6 de noviembre de 2021, en UFC 268 en Nueva York. Sin embargo, de Randamie se retiró de la pelea a principios de septiembre por una lesión.
Aldana estaba programada para enfrentara a Aspen Ladd el 9 de abril de 2022, en UFC 273. Sin embargo, Aldana se retiró de la pelea por razones no reveladas y fue reemplaza por Raquel Pennington.
Aldana enfrentó a Macy Chiasson el 10 de septiembre de 2022, en UFC 279. Ganó la pelea por KO en el tercer asalto con una upkick al cuerpo. Esta victoria la hizo merecedora de su segundo premio de Actuación de la Noche.
Aldana estaba programada para enfrentar a Raquel Pennington el 20 de mayo de 2023, en UFC Fight Night 224. Sin embargo, al Julianna Peña haberse retirado de su pelea contra Amanda Nunes, Aldana entraría como reemplazo, enfrentando a Nunes por el Campeonato de Peso Gallo Femenino de UFC el 10 de junio de 2023, en UFC 289. Perdió la pelea por decisión unánime.
Aldana se enfrentó a Karol Rosa el 16 de diciembre de 2023 en UFC 296. Ganó la pelea por decisión unánime, que les valió a ambas el premio a Pelea de la Noche. Además, establecieron un récord de peso gallo femenino en una sola pelea con 349 golpes significativos.
Aldana se enfrentó a Norma Dumont el 14 de septiembre de 2024 en UFC 306. Perdió la pelea por decisión unánime.

## Campeonatos y logros
- Ultimate Fighting Championship
  - Pelea de la Noche (Tres veces) vs. Leslie Smith, Lucie Pudilová y Karol Rosa[58][59]
  - Actuación de la Noche (Dos veces) vs. Ketlen Vieira y Macy Chiasson[60]
- Invicta Fighting Championships
  - Actuación de la Noche (Tres veces) vs. Peggy Morgan, Colleen Schneider y Faith Van Duin
- MMAJunkie.com
  - Nocaut del Mes de diciembre de 2019 vs. Ketlen Vieira[61]

## Récord en artes marciales mixtas
| Récord profesional | Récord profesional | Récord profesional |
| 23 peleas          | 15 victorias       | 8 derrotas         |
| ------------------ | ------------------ | ------------------ |
| Nocaut             | 8                  | 2                  |
| Sumisión           | 3                  | 0                  |
| Decisión           | 4                  | 6                  |

| Resultado | Récord | Oponente          | Método                          | Evento                                  | Fecha                    | Ronda | Tiempo | Localización            | Notas                                                          |
| --------- | ------ | ----------------- | ------------------------------- | --------------------------------------- | ------------------------ | ----- | ------ | ----------------------- | -------------------------------------------------------------- |
| Derrota   | 15–8   | Norma Dumont      | Decisión (unánime)              | UFC 306                                 | 14 de septiembre de 2024 | 3     | 5:00   | Las Vegas, Nevada       |                                                                |
| Victoria  | 15–7   | Karol Rosa        | Decisión (unánime)              | UFC 296                                 | 16 de diciembre de 2023  | 3     | 5:00   | Las Vegas, Nevada       | Pelea de la Noche.                                             |
| Derrota   | 14–7   | Amanda Nunes      | Decisión (unánime)              | UFC 289                                 | 10 de junio de 2023      | 5     | 5:00   | Vancouver               | Por el Campeonato de Peso Gallo Femenino de UFC.               |
| Victoria  | 14–6   | Macy Chiasson     | KO (upkick al cuerpo)           | UFC 279                                 | 10 de septiembre de 2022 | 3     | 2:21   | Las Vegas, Nevada       | Pelea en peso pactado (140 lbs). Actuación de la Noche.        |
| Victoria  | 13–6   | Yana Kunitskaya   | TKO (golpes)                    | UFC 264                                 | 10 de julio de 2021      | 1     | 4:35   | Las Vegas, Nevada       | Pelea en peso pactado (139.5 lbs). Aldana no dio el peso.      |
| Derrota   | 12–6   | Holly Holm        | Decisión (unánime)              | UFC on ESPN: Holm vs. Aldana            | 3 de octubre de 2020     | 5     | 5:00   | Abu Dabi                |                                                                |
| Victoria  | 12–5   | Ketlen Vieira     | KO (golpes)                     | UFC 245                                 | 14 de diciembre de 2019  | 1     | 4:51   | Paradise, Nevada        | Actuación de la Noche.                                         |
| Victoria  | 11–5   | Vanessa Melo      | Decisión (unánime)              | UFC Fight Night: Rodríguez vs. Stephens | 21 de septiembre de 2019 | 3     | 5:00   | Ciudad de México        | Pelea en peso pactado (140 lbs). Melo no dio el peso.          |
| Derrota   | 10–5   | Raquel Pennington | Decisión (dividida)             | UFC on ESPN: dos Anjos vs. Edwards      | 20 de julio de 2019      | 3     | 5:00   | San Antonio, Texas      |                                                                |
| Victoria  | 10–4   | Bethe Correia     | Sumisión (armbar)               | UFC 237                                 | 11 de mayo de 2019       | 3     | 3:24   | Río de Janeiro          | Pelea en peso pactado (141 lbs). Correia no dio el peso.       |
| Victoria  | 9–4    | Lucie Pudilová    | Decisión (dividida)             | UFC 228                                 | 8 de septiembre de 2018  | 3     | 5:00   | Dallas, Texas           | Pelea de la Noche.                                             |
| Victoria  | 8–4    | Talita Bernardo   | Decisión (unánime)              | UFC Fight Night: Stephens vs. Choi      | 14 de enero de 2018      | 3     | 5:00   | San Luis, Misuri        |                                                                |
| Derrota   | 7–4    | Katlyn Chookagian | Decisión (dividida)             | UFC 210                                 | 8 de abril de 2017       | 3     | 5:00   | Búfalo, Nueva York      |                                                                |
| Derrota   | 7–3    | Leslie Smith      | Decisión (unánime)              | UFC on Fox: VanZant vs. Waterson        | 17 de diciembre de 2016  | 3     | 5:00   | Sacramento, California  | Pelea de la Noche.                                             |
| Victoria  | 7–2    | Faith Van Duin    | TKO (golpes)                    | Invicta FC 19: Maia vs. Modafferi       | 23 de septiembre de 2016 | 1     | 4:57   | Kansas City, Misuri     | Actuación de la Noche.                                         |
| Victoria  | 6–2    | Jessamyn Duke     | TKO (golpes)                    | Invicta FC 16: Hamasaki vs. Brown       | 11 de marzo de 2016      | 1     | 3:08   | Las Vegas, Nevada       | Pelea en peso pactado (136.6 lbs). Aldana no dio el peso.      |
| Derrota   | 5–2    | Tonya Evinger     | TKO (golpes)                    | Invicta FC 13: Cyborg vs. Van Duin      | 19 de julio de 2015      | 4     | 4:38   | Las Vegas, Nevada       | Por el Campeonato Vacante de Peso Gallo de Invicta FC.         |
| Victoria  | 5–1    | Colleen Schneider | Sumisión (rear-naked choke)     | Invicta FC 11: Cyborg vs. Tweet         | 27 de febrero de 2015    | 1     | 1:05   | Los Ángeles, California | Actuación de la Noche.                                         |
| Victoria  | 4–1    | Peggy Morgan      | Sumisión (rear-naked choke)     | Invicta FC 8: Waterson vs. Tamada       | 9 de septiembre de 2014  | 1     | 2:50   | Houston, Texas          | Actuación de la Noche.                                         |
| Derrota   | 3–1    | Larissa Pacheco   | TKO (golpes)                    | Jungle Fight 63                         | 21 de diciembre de 2013  | 3     | 1:50   | Belém                   | Por el Campeonato Vacante Peso Gallo Femenino de Jungle Fight. |
| Victoria  | 3–0    | Mayra Arce        | TKO (patada giratoria y golpes) | Xtreme Kombat 21                        | 12 de octubre de 2013    | 1     | 0:43   | Ciudad de México        |                                                                |
| Victoria  | 2–0    | Flor Saenz        | TKO (rodillazo al cuerpo)       | Xtreme Kombat 21                        | 12 de octubre de 2013    | 1     | 0:16   | Ciudad de México        |                                                                |
| Victoria  | 1–0    | Sandra del Rincon | KO (rodillazo y golpes)         | GEX - Old Jack's Fight Night            | 17 de octubre de 2012    | 1     | 0:15   | Zapopan                 |                                                                |